# اسماعیل‌آباد (ماهان)
اسماعیل‌آباد، روستایی است از توابع بخش ماهان شهرستان کرمان در استان کرمان ایران.

## جمعیت
این روستا در دهستان قناتغستان قرار داشته و براساس آخرین سرشماری مرکز آمار ایران که در سال ۱۳۸۵ صورت گرفته، جمعیت آن ۵۹۱ نفر (۱۴۹ خانوار) بوده‌است.